# Памятник Тысячелетия Бреста

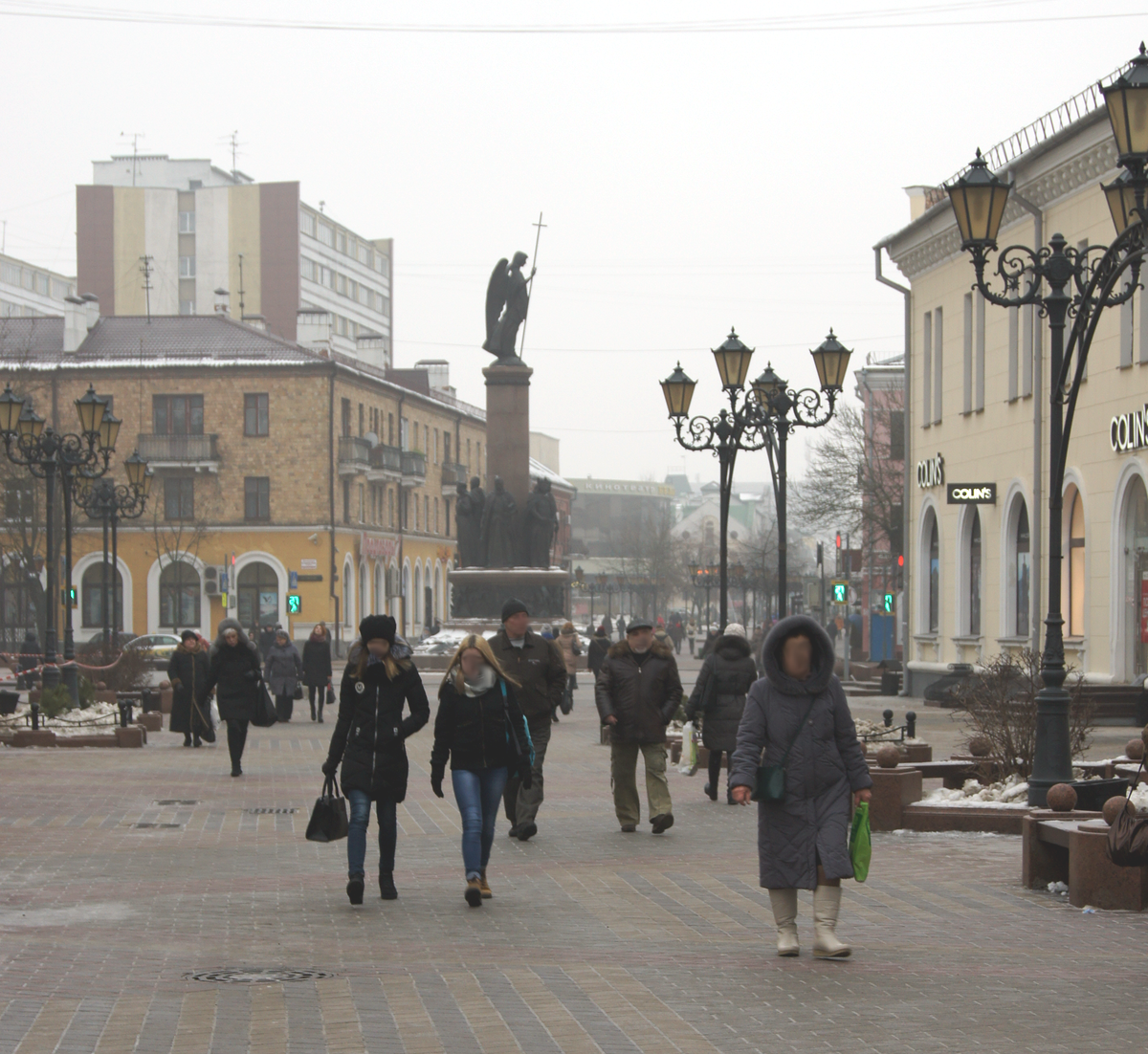
участок ул. Советская с памятником Тысячелетия Бреста

Памятник Тысячелетия Бреста находится в Бресте, на пересечении ул. Гоголя и ул. Советской в старой части города. Возведён в 2009 году за счёт пожертвований горожан и средств города. Общая высота 15 метров. Авторы: архитектор Алексей Андреюк, скульптор Алексей Павлючук. Посвящён Тысячелетию Бреста.
Памятник задуман как модель города, выраженная в исторических образах (князь Владимир Василькович, великий князь Литовский Витовт, а также Николай Радзивилл Чёрный) и в обобщенных образах жителей города (летописец, солдат, мать). Все фигуры размещены под покровом Ангела-хранителя.
В апреле 2011 года был установлен круговой горельеф общей площадью 11 м². На нём нашли отражение 6 исторических сюжетов: легенда об основании города, строительство города, участие берестейцев в Грюнвальдской битве, издание Берестейской Библии, оборона Брестской крепости 1941 года, освоение космоса. Отливка из бронзы осуществлена ООО «Литейный двор» (Минская область). Летом 2011 года красочная ограда в стиле модерн завершила архитектурный ансамбль памятника.
Открытие памятника ознаменовалось неприятным курьезом — в общей сложности в надписях на памятнике авторами было сделано 75 орфографических ошибок.